# Fex urbis, lex orbis

Fex urbis, lex orbis est une locution latine, signifiant « Lie [du latin classique faex] de la ville, loi du monde ». Autrement dit, les plus basses couches de la société définissent le gouvernement du monde. 
Elle est attribuée à saint Jérôme par Victor Hugo dans la cinquième partie des Misérables :

« Les gueux ont fait la Hollande; la populace a plus d'une fois sauvé Rome; et la canaille suivait Jésus-Christ.
Il n'est pas de penseur qui n'ait parfois contemplé les magnificences d'en bas.
C'est à cette canaille que songeait sans doute saint Jérôme, et à tous ces pauvres gens, et à tous ces vagabonds, et à tous ces misérables d'où sont sortis les apôtres et les martyrs, quand il disait cette parole mystérieuse : "Fex urbis, lex orbis". »

— Les Misérables, V, I, 1, Victor Hugo
On lit aussi :
"Il y a là des quantités profondes d'êtres inconnus où fourmillent les types les plus étranges depuis le déchargeur de la Rapée jusqu'à l'équarrisseur de Montfaucon. Fex urbis, s'écrie Cicéron; mob, ajoute Burke indigné; tourbe, multitude, populace. Ces mots-là sont vite dits."
Victor Hugo, Les Misérables, III, 1, 12. Pléiade, p. 608.